# روك ذا كاسباه
روك ذا كاسباه (بالإنجليزية: Rock the Kasbah)‏ هو فيلم كوميدي أمريكي تم إنتاجه في سنة 2015 وهو من إخراج باري ليفنسون وتأليف ميتش غليزر وبطولة بيل موري وزوي ديشانيل وكيت هدسون وليم لوباني وداني ماكبرايد وكلي لينتش وأريان مؤيد وتايلور كيني وبيجان لاند، الفيلم تم إنتاجه في يوم 23 أكتوبر 2015 بواسطة شركة أفلام أوبن رود.

## قصة
قصة الفيلم تتكلم عن مدير شركة أمريكية في أفغانستان يفقد أمواله وجواز سفره في كابول وثم يتعرف على فتاة أفغانية تحلم أن تصبح مغنية وتلتحق بالنسخة الأفغانية من برنامج أمريكان أيدول، قصة الفيلم مأخوذة مجاناً من الفيلم الوثائقي أفغان ستار الذي تم إنتاجه في سنة 2009.

## روابط خارجية
- روك ذا كاسباه على موقع IMDb (الإنجليزية)
- روك ذا كاسباه على موقع ميتاكريتيك (الإنجليزية)
- روك ذا كاسباه على موقع الموسوعة البريطانية (الإنجليزية)
- روك ذا كاسباه على موقع روتن توميتوز (الإنجليزية)
- روك ذا كاسباه على موقع نتفليكس (الإنجليزية)
- روك ذا كاسباه على موقع قاعدة بيانات الأفلام العربية
- روك ذا كاسباه على موقع ألو سيني (الفرنسية)
- روك ذا كاسباه على موقع أول موفي (الإنجليزية)
- روك ذا كاسباه على موقع بوكس أوفيس موجو (الإنجليزية)
- روك ذا كاسباه على موقع فيلمافينيتي (الإسبانية)